# Aganippe montana
Aganippe montana är en spindelart som beskrevs av Faulder 1985. Aganippe montana ingår i släktet Aganippe och familjen Idiopidae.
Artens utbredningsområde är New South Wales. Inga underarter finns listade i Catalogue of Life.